# Podagritus parrotti
Podagritus parrotti är en biart som först beskrevs av Leclercq 1955.  Podagritus parrotti ingår i släktet Podagritus och familjen grävsteklar. Inga underarter finns listade i Catalogue of Life.